# Kushinagar
Kushinagar, en hindi कुशीनगर (Kuśīnagar), est une ville rurale de l'État de l'Uttar Pradesh en Inde du nord. Au VIe siècle av. J.-C., connue aussi sous le nom de Kasia, elle était la capitale du royaume des Malla, et est importante pour le bouddhisme.

## Géographie
Kushinagar est située à 52 kilomètres de Gorakhpur et 148 km de Kapilavastu.

## Histoire
La ville est considérée comme l'un des quatre lieux saints du bouddhisme. En effet, à cet endroit, le bouddha historique Siddhartha Gautama est décédé sous des arbres dénommés shalas; les croyants disent qu'il a atteint le parinirvana. Il fut incinéré près du fleuve de Hiranyavati, après son décès, un peu à l'extérieur de la ville. Des fouilles ont mis en évidence un certain nombre de stupas et d'autres bâtiments qui remontent à la période entre le IIIe siècle av. J.-C. et le Ve siècle, celle de la prospérité de la cité. Selon la tradition, un grand stupa toujours visible, dit Ramabhar, s'élève sur le lieu exact de la crémation de Bouddha. L'empereur maurya Ashoka y fit de nombreux travaux d'embellissement.
La ville, victime d'un raid des Shvetahuna vers la fin du Ve siècle, fut quasiment détruite. Les trois voyageurs bouddhistes chinois les plus fameux - Faxian, Xuanzang et Yi Jing - rendent compte de la visite qu'ils lui firent. Par la suite, son rôle historique s'effaça sous la domination musulmane et le grand stupa se retrouva pris dans la forêt.
En 1854, H. H. Wilson, officier de la Compagnie anglaise des Indes orientales, émet la suggestion que Kushinagar et Kasia ne sont qu'une seule et même ville, ce qui sera vérifié par Alexander Cunningham au cours de ses fouilles de 1861-1862, par desquelles il montrera qu'il s'agit bien de l'emplacement de la crémation de Bouddha.

## Lieux et monuments
Aujourd'hui, Kushinagar est un lieu de pèlerinage pour les bouddhistes du monde entier et de nombreux temples chinois, japonais, thaïlandais, sri lankais y ont été élevés comme dans les autres lieux saints du bouddhisme.

## Personnalités liées à la ville
- Sachchidananda Vatsyayan (1911-1987), poète, critique et journaliste.
- Siddhartha Gautama, le Bouddha historique.

## Galerie

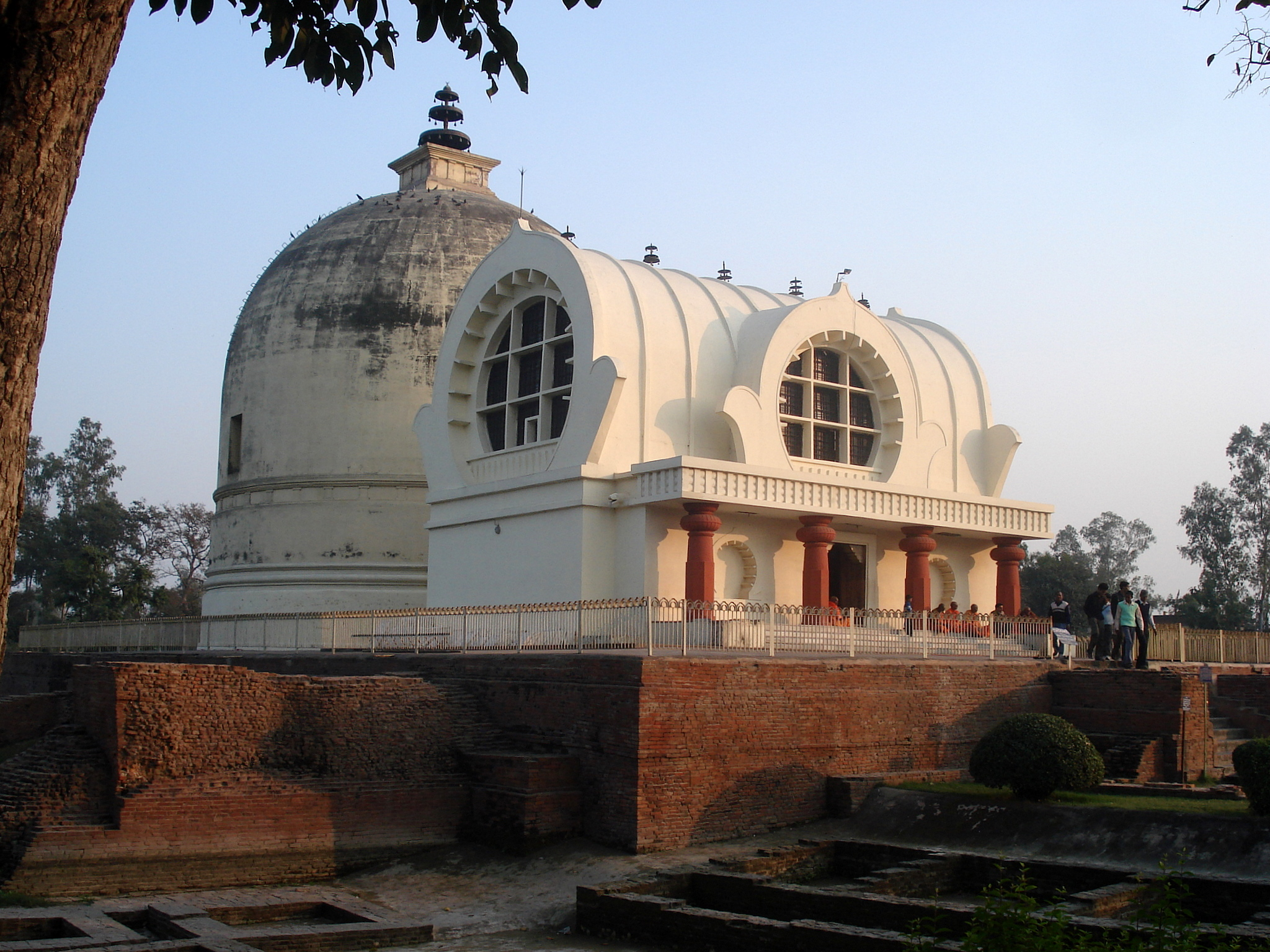
Le Parinirvana Temple
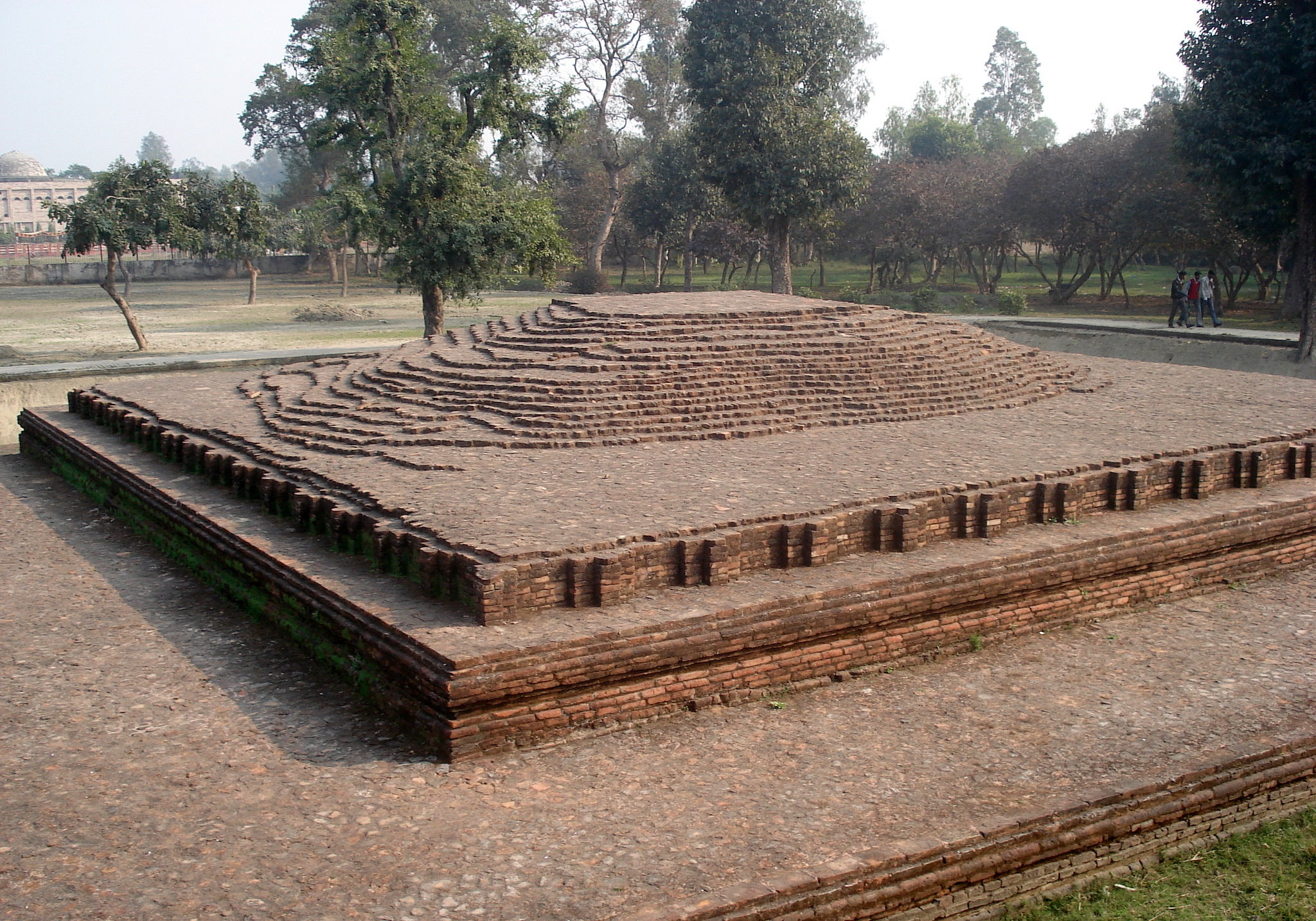
Site présumé du repos du Bouddha avant sa crémation
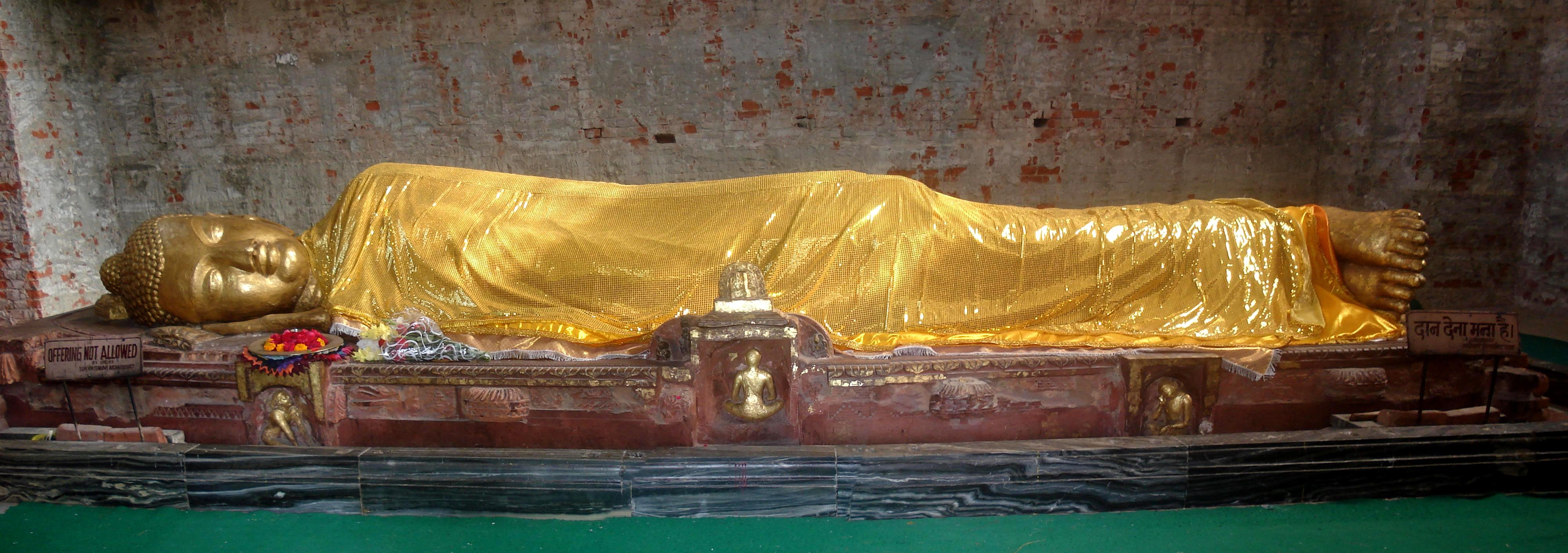
Bouddha couché dans le Mahaparinirvana Temple
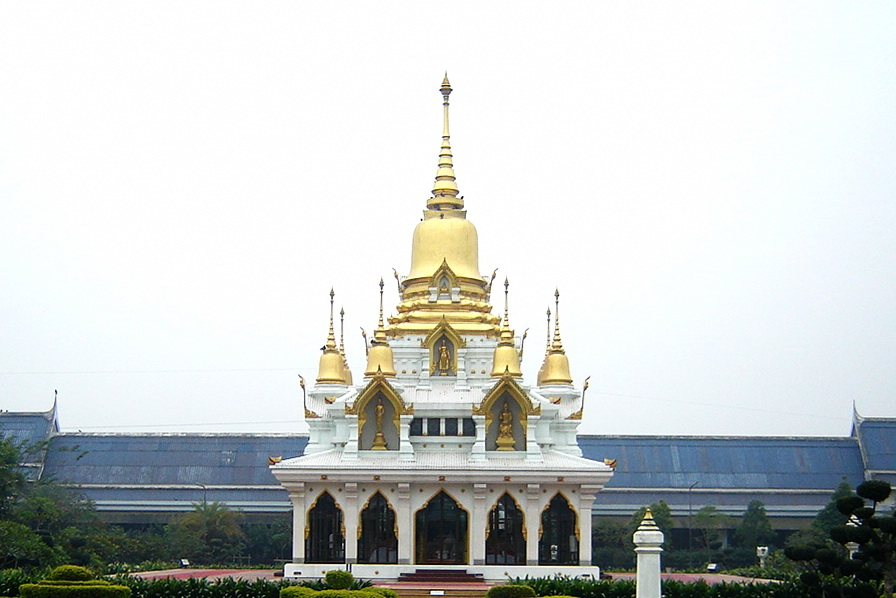
Le temple thaïlandais